# Universitas Muhammadiyah Surakarta
Universitas Muhammadiyah Surakarta – indonezyjska uczelnia prywatna w Surakarcie (prowincja Jawa Środkowa). Została założona w 1981 roku.